# Amphicercidus laniger
Amphicercidus laniger är en insektsart. Amphicercidus laniger ingår i släktet Amphicercidus och familjen långrörsbladlöss. Inga underarter finns listade i Catalogue of Life.